# 男はつらいよ 寅次郎恋愛塾
『男はつらいよ 寅次郎恋愛塾』（おとこはつらいよ とらじろうれんあいじゅく）は、1985年8月3日に公開された日本映画。男はつらいよシリーズの35作目。

## あらすじ
寅次郎の夢。囲炉裏端、白装束で差し向かい、白米の夕げをとるおじいとおばあ。心痛な面持ちの一同。ただならぬ雰囲気に行方を問う子、おっ母の｢極楽のような幸せな国｣へとの答えも信じらず泣きじゃくる。芝又村では国司の命により姥捨てが行われているのだ。憤る一同におじいは、「一番辛いのは自分達を捨てにいく寅吉ではないか」とたしなめる。じっと座っていた寅吉は「雪にならぬうちに」と弟の博を促し支度を始める。博は親を捨てることに躊躇するも寅吉に一喝され観念する。博の背負子に念仏を唱え乗るおじい。寅吉は母を気遣いながら乗せようとするが重さにひっくり返ってしまう。駆け寄る一同、じたばたする寅吉。行商のおばちゃんの背負い籠に凭れているところを起こされ夢から醒める。
長崎県は五島列島を旅していた寅次郎は、道で転んだ老婆を手伝った縁で、家で温かいもてなしを受ける。しかし、老婆は突然具合が悪くなり、翌未明に急死してしまう。老婆の最期に立ち会い、その墓掘りをした寅次郎は、東京から葬儀に駆けつけた老婆のたった一人の孫娘・若菜（樋口可南子）に声を掛けられる。老婆の最期の様子を聞きたいという若菜と連絡を取り合うことを約束した寅次郎は、その晩泊まった宿で、若菜の悲しい生い立ち・母親のつらい自殺について聞き、天涯孤独な若菜に深い同情心と淡い恋心を抱きながら、故郷の柴又に帰る。
若菜から礼状が届くと、直ちに寅次郎は記されていた住所を頼りに彼女のアパートを訪ねる。そこで、老婆の思い出話に花を咲かせながら、写植という手に職を持った若菜が失業中で、就職活動にも苦戦している事を知った寅次郎は、タコ社長や博に掛け合って就職の世話を頼み、無事に若菜は印刷会社に就職する。
さて、寅次郎は、若菜と同じアパートに住み、司法試験の勉強をする民夫（平田満）と知り合う。民夫は、裁判官を目指しながら遠山の金さんも知らない堅物の青年だが、さほど口をきいたこともない若菜に密かに想いを寄せていた。そのことを知った寅次郎に軽くからかわれ、恋愛という慣れない経験に心をこじらせてしまった民夫は、大学の恩師の牛山教授を訪れて解決を図るが、もちろん解決策は得られない。
寅次郎に柴又に招かれた若菜は、様々な人の温かいもてなしを受け、博にも就職あっせんの礼を言って帰途につく。柴又駅まで見送りに来た寅次郎は民夫が若菜に心を寄せていると言うが、若菜は既にその事実を知っていた。自分の感情に素直になれず、若菜に会うと「怖い顔」をするという民夫のことをあまりいじめないであげてほしいと言う若菜の言葉に、寅次郎はある決心をする。心中複雑ながら、自分の恋心を封印して、民夫と若菜の関係を取り持とうというのだ。
寅次郎は、民夫を呼び出して恋のイロハを教え込み、民夫と若菜のデートを画策する。寅次郎の指南のおかげもあり、初デートは会話も弾みうまくいき、民夫はアパートの若菜の部屋に誘われる。若菜は正直に自分の過去を告白し、そんな自分でよければ民夫を受け入れてもいいと言う。しかし、前夜緊張のあまり一睡もしていなかった民夫は、その告白の最中に眠ってしまい、若菜の機嫌を損ねてしまう。そのことを寅次郎に相談すると、女の気持ちが分からない奴は死んだ方がいいと言われる。それを真に受けた民夫は、失意のうちに秋田の鹿角に帰郷し、行方不明になる。元気のない民夫から連絡を受け、あわててアパートを訪れた教授に状況を聞いた若菜は、民夫の書き置きのことも心配になって、寅次郎たちとともに秋田にやって来たが、夏のスキー場で無事に見つけ出す。リフトの上から若菜の想いを伝える寅次郎とそれにうなずく若菜に、あっという間に民夫は立ち直り、一件落着する。
その後、民夫からとらやに手紙が届く。寅次郎の言う「豊かな教養と伸びやかな精神」を持っていない自分は法曹には向かないと司法試験を諦め、既に持っていた資格を生かして中学校の教師になるという文面であった。民夫のどこか少年みたいな精神は教師に向くだろう、若菜ともさくらと博のようないい夫婦になれるだろうと、とらや一家は祝福する。
再び上五島の天主堂を訪れた寅、近くまで商売で来たと神父様に挨拶すると「そうそう、ポンシュウさんはお元気ですよ」驚く寅に駆け寄るポンシュウ。聞くと、墓穴を掘って以来商売でツキがなく、つい出来心で教会の銀の燭台を盗んでお縄になるが、神父は「私が差し上げたものです」と庇ってくれた、その言葉に心を入れ替え恩返しのために教会の『寺男』として働いているという。(レ・ミゼラブルのパロディ)寅は神父様にお礼を述べ一生奴隷としてコキ使ってくれと頼む。神父はポンシュウを迎えに来たものと思っていたので面食らい、ポンシュウは共に許しを乞うてくれと寅にすがる。寅は振り向き「ポンシュウさん、貴方にも神のお恵みがありますように」と言い胸元で十字を切り去っていく。追いすがるポンシュウ。美しい上五島の内浦、そんな二人をマリア像が優しく見下ろすのであった。

## キャスト
- 車寅次郎：渥美清
- 諏訪さくら：倍賞千恵子
- 酒田民夫(金四郎)：平田満 -  コーポ富士見の住人。秋田県鹿角市出身。司法試験を目指して勉強中。
- 車竜造（おいちゃん）：下條正巳
- 車つね（おばちゃん）：三崎千恵子
- 諏訪博：前田吟
- 桂梅太郎（タコ社長）：太宰久雄
- 源公：佐藤蛾次郎
- 諏訪満男：吉岡秀隆
- ポンシュウ：関敬六
- 旅の雲水：梅津栄
- 面接官:園田裕久 - 若菜が採用試験を受けた公和印刷株式会社。
- 民夫の父親：築地文夫
- 神父:丹羽勝海
- 小春：杉山とく子 - 若菜、民夫が住む「コーポ富士見」の大家さん。
- 江上ハマ：初井言榮 - 上五島に一人住む。路上で寅さんとポンシュウが出会う。若菜のおばあちゃん。
- 有川旅館西海屋の仲居：田中世津子
- 日傘の着物の女：藤川洋子 - 冒頭寅さんと旅の雲水とがすれ違う。
- 中村(印刷工):笠井一彦
- 印刷会社の面接官：島田順司 - 若菜が採用試験を受けた公和印刷株式会社。
- 印刷工:志馬琢哉
- 印刷工:竹村晴彦
- 舞田駅の行商:谷よしの
- 戸川美子
- 喫茶店の客:川井みどり
- ゆかり:マキノ佐代子
- 丸山繁雄酔狂座 - ＰＩＴ ＩＮＮでの演奏。
- あけみ：美保純
- 牛山教授：松村達雄 -  民夫の恩師
- 御前様：笠智衆
- 江上若菜：樋口可南子[6]- 長崎県上五島出身。母は彼女を産んだ後に自ら命を絶った。
- 犬飼(牛山教授の助手)：橋浦聡子（ノンクレジット）
- 備後屋：露木幸次（ノンクレジット）

## ロケ地
- 長野県(上田市・上田交通上田電鉄別所線舞田駅、東御市・海野宿、諏訪神社付近)
- 長崎県（南松浦郡上五島・祖母君神社、太田港、丸尾教会墓地、青砂ヶ浦天主堂、有川旅館西海屋）
- 熊本県(天草市・易断の啖呵売)
- 東京都(文京区本郷・東京大学、白山・コーポ冨士見、水道・若菜の就職面接、小石川伝通院、台東区上野・上野恩賜公園、上野駅周辺)
- 秋田県（鹿角市・陸中花輪駅、八幡平水晶山スキー場、夜明島川渓谷）

佐藤(2019)、p.636、及び公式サイトより

## エピソード
- ピットインでの演奏は、丸山繁雄酔狂座オーケストラである[7]。
- DVDに収録されている特典映像の予告編と特報には、以下のような別カットが収録されている
  - ポンシュウがおばあちゃんを背負って歩くシーンの正面からの撮影の別バージョン
  - 若菜がおばあちゃんの遺体に駆け付けるシーンでの参列者のセリフが変わっている
  - ラストシーンでポンシュウと寅が教会で再会するシーンで、神父が映っていないバージョン
  - 寅が民夫の部屋で「昼間から勉強しているとバカになっちゃうぞ」と言って、民夫が怒って本を崩すシーン
- さくらが口にする和歌「君がため 春の野に出でて 若菜摘む」は『百人一首15番 光孝天皇』で、続きは「我が衣手に 雪は降りつつ」
- 使用されたクラシック音楽
  - 『アルカデルトのアヴェ・マリア』（16世紀の作曲家アルカデルトのシャンソンを元に19世紀フランスで改編された賛美歌。）オルガン演奏～青砂ヶ浦天主堂内シスター3人の祈り。ハマの家でポンシュウが『酒の中から』を歌って踊る。
    - 『酒の中から』（昭和10年）：歌・有島通男、作詞・玉川英二（サトウハチローの別名）、作曲・古賀政男

  - モーツァルト作曲：『アヴェ・ヴェルム・コルプス』ニ長調 K.618 オルガン独奏～ハマの意識が遠のく場面。
  - 典礼聖歌82番：『神を敬う人の死は』合唱～青砂ヶ浦天主堂、ハマの葬儀。
    - 神を敬う人の死は 神の前に尊い。救いのさかずきをささげ 神の名を呼び求めよう。死とその苦しみが迫り 苦悩の中にあったとき、私は神の名を求めて叫んだ。神よ私を助けてください。

  - 讃美歌405：『神ともにいまして』第1番合唱～天主堂前で寅さんが若菜と初めて言葉を交わす場面。
    - 神ともにいまして ゆく道をまもり、天（あめ）の御糧（みかて）もて 力をあたえませ。また会う日まで。また会う日まで。神の守り 汝（な）が身を離れざれ。

  - ベートーヴェン作曲：『交響曲第5番 ハ短調 作品67』第一楽章冒頭～民夫の部屋。壁に掛かったベートーヴェンの肖像がにっこり笑う場面。
  - ブラームス作曲：『大学祝典序曲ハ短調 作品80』～民夫が牛山教授に会うため大学を訪れる。

## スタッフ
- 監督・原作：山田洋次
- 脚本：山田洋次、朝間義隆
- 製作：島津清、中川滋弘
- 音楽：山本直純

## 記録
- 観客動員：137万9000人[8]
- 配給収入：11億円[9]（10億円[8]とも）
- 上映時間：108分

## 同時上映
- 『俺ら東京さ行ぐだ』